# Jermaine Stewart
William Jermaine Stewart (7. september 1957, Columbus, Ohio – 17. marts 1997, Homewood, Illinois) var en amerikansk pop-sanger.

## Diskografi
- The word is out (1983)
- Frantic romantic (1986)
- Say it again (1987)
- What becomes a legend most (1989)